# Episphaerella trichophila
Episphaerella trichophila är en svampart som beskrevs av Syd. 1926. Episphaerella trichophila ingår i släktet Episphaerella och familjen Pseudoperisporiaceae.   Inga underarter finns listade i Catalogue of Life.